# 五日市インターチェンジ
五日市インターチェンジ（いつかいちインターチェンジ）は、広島県広島市佐伯区の山陽自動車道のインターチェンジである。

## 概要
広島市中心部へのアクセスを担うインターチェンジの一つで、当インターチェンジから一般道を介して沼田出入口から広島高速4号線経由で市内中心部へアクセスするルートが高速バスなどで利用されており、上り線（岩国・北九州から）の案内表示には「 広島高速」の表示がある。一方、旧五日市町中心部（佐伯区役所など）からは北東に大きく外れており、宮島SA併設のスマートインターチェンジや廿日市ICからアクセスした方が近い。
ここから、広島方面は一時的に沼田PAまで片側3車線になる。
なお、広島高速4号線を延伸させ山陽自動車道とつなげる構想があり、当インターチェンジと沼田出入口をつなぐルートが検討されていたが、乗り降りにかかる時間や用地買収にかかる費用を踏まえ山陽自動車道にJCTを新設する計画に変更された。

## 歴史
- 1985年（昭和60年）3月20日：広島JCT - 五日市IC間開通に伴い、供用開始[2]。
- 1987年（昭和62年）2月26日：五日市IC - 廿日市JCT間開通[2]。

## 周辺
- 広島修道大学
- 広島市立大学
- 広島広域公園
  - 陸上競技場（広島ビッグアーチ）
  - 第一球技場
  - 第二球技場
- 広域公園前駅（アストラムライン）

## 接続する道路
- 広島県道71号広島湯来線

## 料金所
- ブース数：7

### 入口
- ブース数：3
  - ETC専用：1
  - ETC・一般：1
  - 一般：1

### 出口
- ブース数：4
  - ETC専用：1
  - ETC・一般：1
  - 一般：2

## 隣
E2 山陽自動車道
(29)広島IC - (29-1)沼田PA/SIC - (30)広島JCT - (31)五日市IC - (31-1)宮島SA/SIC - (32)廿日市JCT